# Amelora amblopa
Amelora amblopa là một loài bướm đêm trong họ Geometridae.